# ریچارد ال. آبرامس
ریچارد ال. آبرامس (انگلیسی: Richard L. Abrams) یک فیزیک‌دان اهل ایالات متحده آمریکا است.